# Борсук Павло Євгенійович
Павло Євгенійович Борсук (нар. 3 вересня 2001) — український спортсмен, веслувальник-каноїст, призер чемпіонату світу.

## Спортивна кар'єра
У 2019 році виступив на юніорському чемпіонаті Європи, де в каное-одиночці став чемпіоном на дистанції 200 метрів, а також виграв бронзову медаль на дистанції 1000 метрів. Цього ж року виграв срібну медаль юніорського чемпіонату світу в каное-одиночці на дистанції 200 метрів.
У 2022 році виступив на чемпіонаті світу серед молоді, де в парі з Артемом Четвераком виграв срібні медалі у каное-двійці на дистанції 1000 метрів.
У 2023 році вперше поїхав на дорослий чемпіонат світу, де з Артемом Четвераком посів восьме місце у каное-двійці на дистанції 1000 метрів.
У 2024 році сформував екіпаж з Юрієм Вандюком. На чемпіонаті світу їм вдалося виграти бронзові медалі у каное-двійці на дистанції 1000 метрів.